# Magyar Televízió
Magyar Televízió (MTV, dt. Ungarisches Fernsehen) war eine nationale öffentlich-rechtliche ungarische Mediengruppe, die am 1. Juli 2015 in die Duna Média integriert wurde. 
Die Finanzierung erfolgt durch Zuschüsse des Staates, die durch Parlamentsmehrheit gebilligt werden, sowie durch Werbeeinnahmen. Das Budget der Anstalt belief sich 2006 auf 19,5 Milliarden Forint, umgerechnet rund 72 Millionen Euro. Bis 2002 gab es auch Rundfunkgebühren, die anschließend abgeschafft wurden. Im Jahr 1997 betrug das Budget noch 37 Milliarden Forint.

## Geschichte
Am 1. Mai 1957 begann der Sendebetrieb, als über die Feierlichkeiten zum 1. Mai berichtet wurde. Im Jahr 1959 gab es bereits 50.000 Nutzer. Am 12. Mai 1964 wurde die MRTV durch einen Ministerbeschluss aufgeteilt. Es entstanden die zwei unabhängigen Sparten Magyar Rádió (MR, dt. Ungarisches Radio) und Magyar Televízió.
Im Jahre 1997 beendete der zweite Sender von MTV (heute m2), laut dem neuen Mediengesetz, die terrestrische Ausstrahlung und ist seitdem nur über Satellit oder Kabelfernsehen empfangbar, das für öffentlich-rechtliche Fernsehsender eine sehr seltene Methode ist. Die terrestrischen Frequenzen bekamen die zwei neue Privatsender TV2 und RTL Klub. Seit einigen Jahren ist m2 in vielen Gebieten des Landes über DVB-T terrestrisch wieder empfangbar.

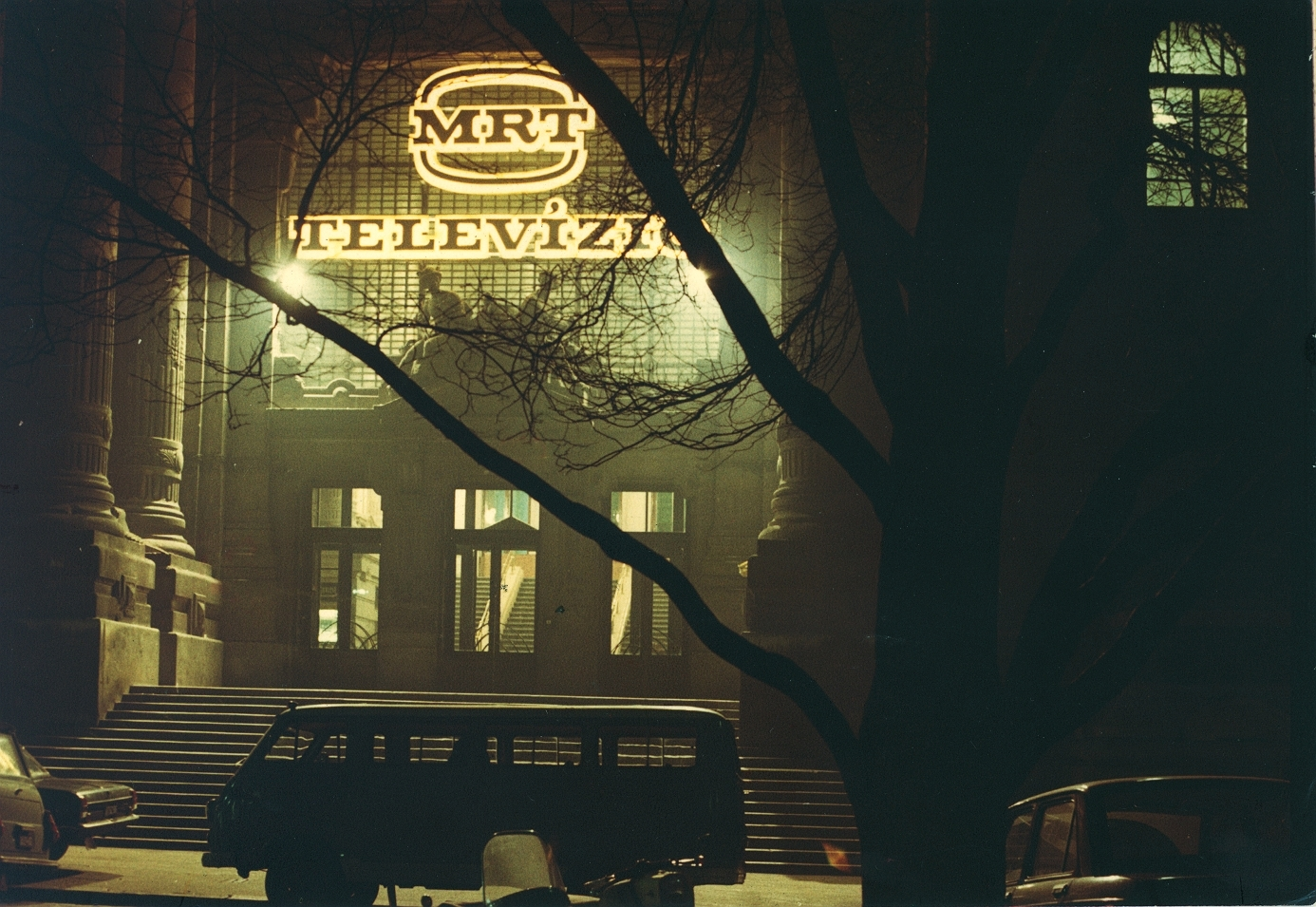
Haupteingang des ehemaligen Sendersitzes bei Nacht (1973)

Am Abend des 18. Septembers 2006 wurde das Hauptgebäude von einer wütenden Menschenmenge besetzt. Die Besetzung war eine Reaktion auf die vom ungarischen Ministerpräsidenten Ferenc Gyurcsány ausgelöste Regierungskrise. Der Sendebetrieb musste kurzzeitig unterbrochen werden. Am Morgen des 19. September verließen die Demonstranten das Gebäude, nachdem sich die Lage beruhigt hatte.
Seit 2008 gibt es Inhalte bei beiden Sendern auch in HD.
Nach der Änderung des ungarischen Mediengesetzes am 1. Juli 2015 wurde Magyar Televízió gemeinsam mit Duna Televízió sowie Magyar Rádió zu einer einzigen nationalen Organisation, der Duna Média, zusammengeschlossen. 

## Standort

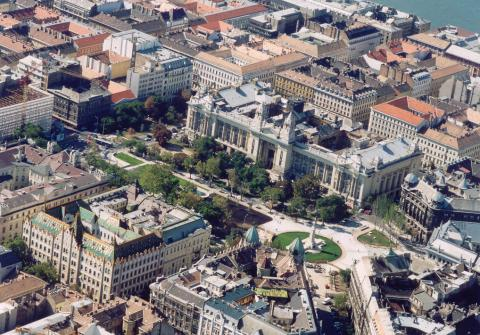
Ehemaliger Sendersitz (1957–2009) im alten Börsengebäude

Seit dem Wegzug vom Szabadság tér in der Innenstadt Budapests 2009 hat das Ungarische Fernsehen seinen Standort im nördlichen Stadtteil Óbuda (3. Bezirk). Dorthin sollen die im Zuge der aktuellen Reform der öffentlich-rechtlichen Medien zusammengefassten Partnerinstitutionen (Duna TV, Magyar Rádió und die Nachrichtenagentur MTI) schrittweise folgen.

## Sender
- M1 Ungarnweites Vollprogamm
- M2 Ungarnweites Vollprogramm